# Яньина
Яньи́на (хорв. Janjina) — община и село на юге Хорватии, расположенная в центральной части полуострова Пелешац на берегу Адриатического моря. Население общины — 593 чел. (на 2001 г.). Община состоит из 5 сёл.

## Состав общины
- Сресер — 196,
- Драче — 64,
- Попова Лука — 40,
- Особьява — 37,
- Яньина — 256.

## Галерея

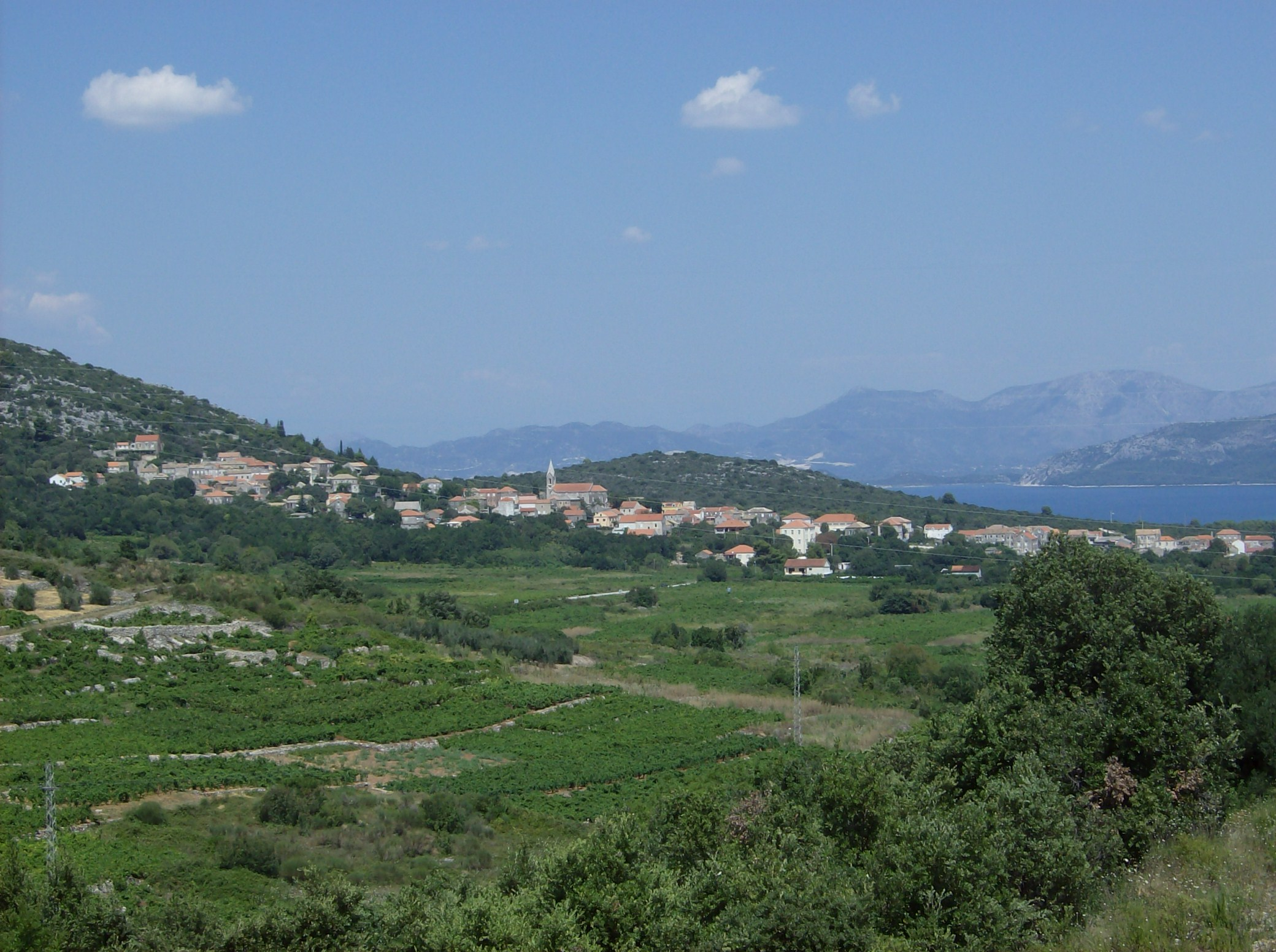
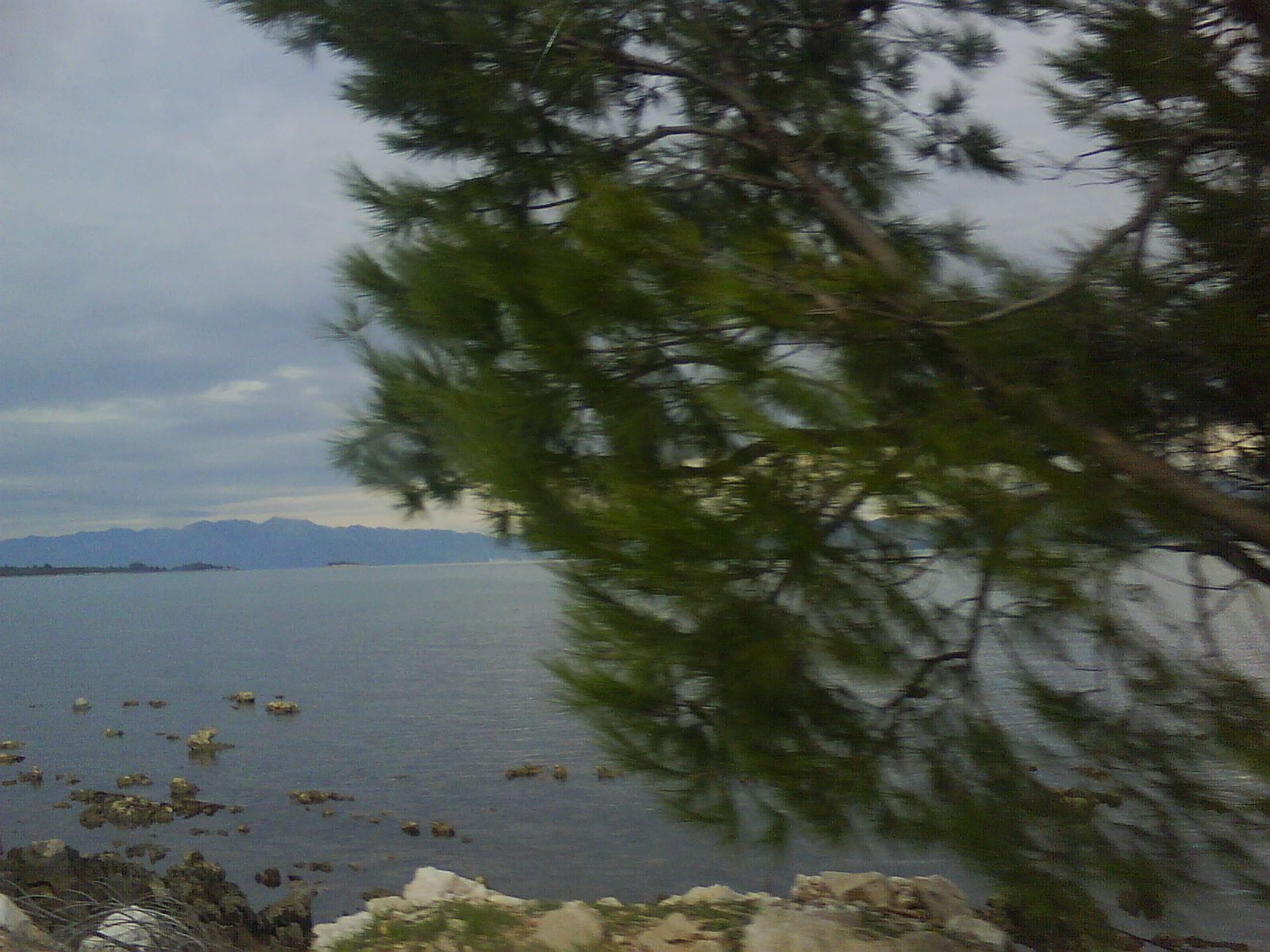
Драче побережья.
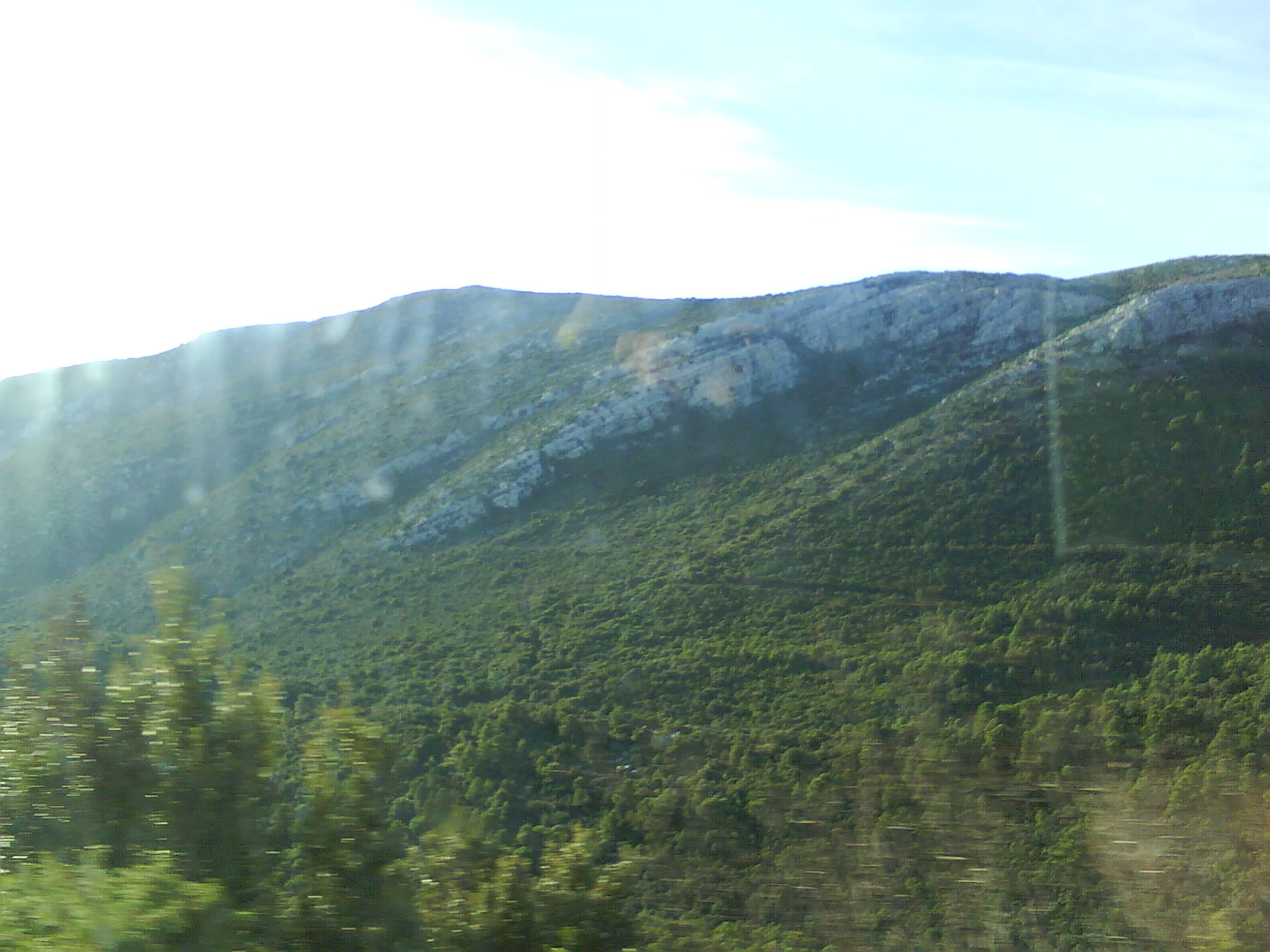
Пейзаж центральной Пелешац, вблизи деревни Трстеник.
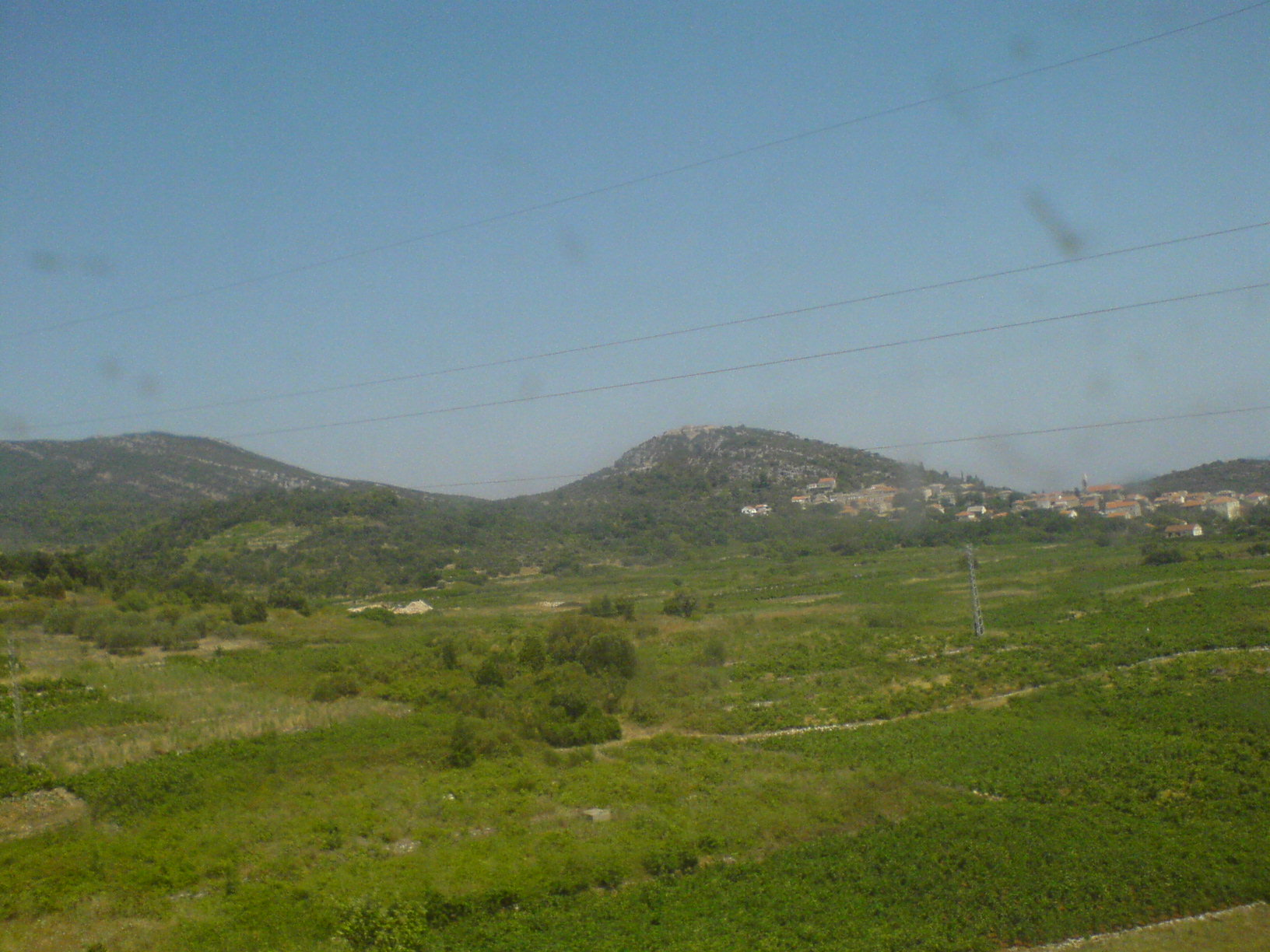
Пелешац вблизи к Яньина с пролива.